# Saison 2021-2022 du Montpellier Hérault Rugby
Cette page présente la saison 2021-2022 du Montpellier Hérault Rugby en Top 14 et en Coupe d'Europe.

## Entraineurs
- Philippe Saint-André : directeur de rugby
- Olivier Azam : Entraîneur des avants
- Jean-Baptiste Élissalde : Entraîneur de la défense et du jeu au pied
- Alexandre Ruiz : Entraîneur chargé des rucks, des attitudes au contact et de la discipline
- Bruce Reihana : Entraîneur chargé des skills et du jeu au pied

## La saison

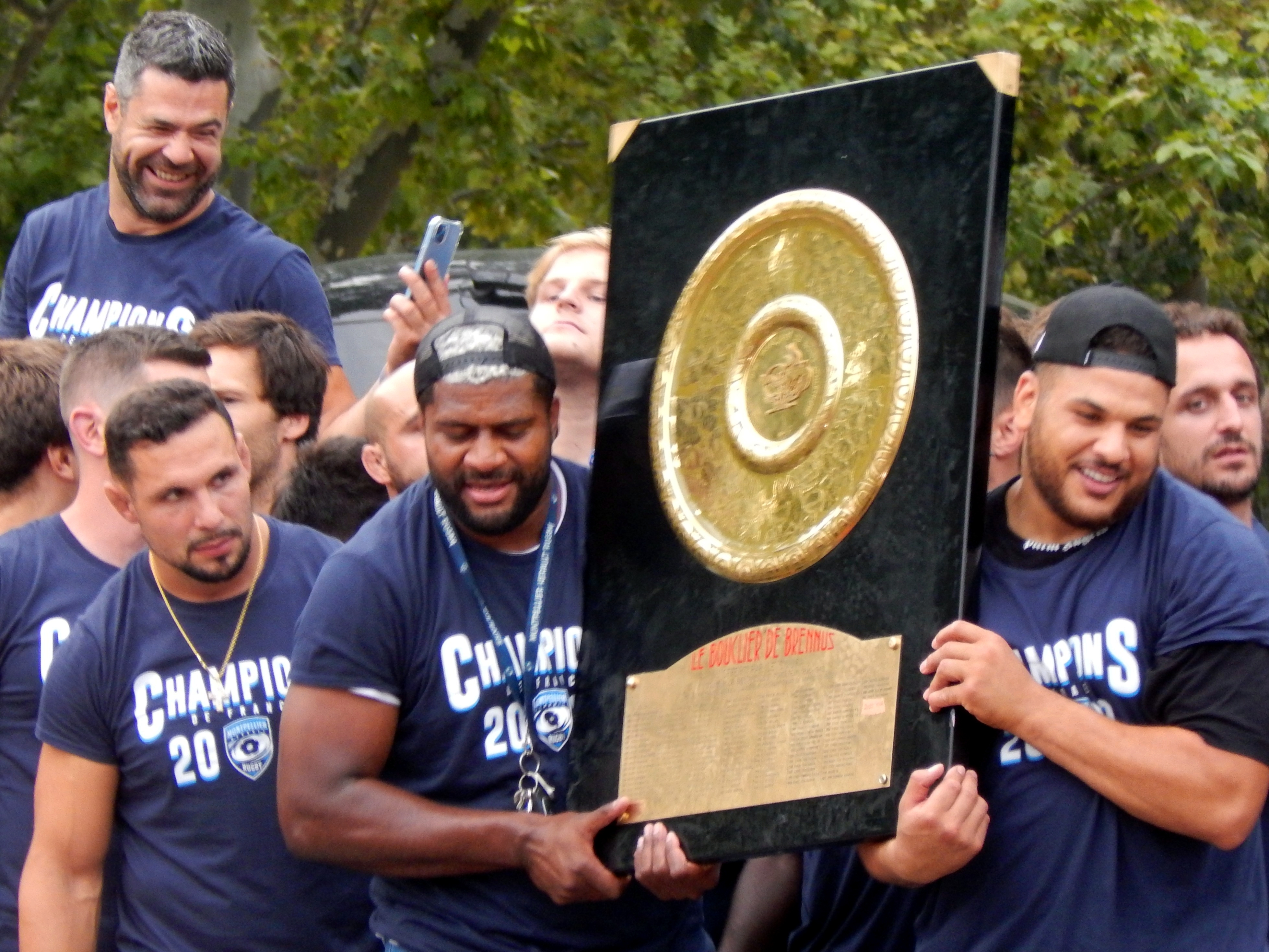
Le bouclier de Brennus présenté à Montpellier le 25 juin 2022.

Le club remporte le championnat de France pour la première fois de son histoire et ramène le bouclier de Brennus à Montpellier.
En Coupe d'Europe, le MHR élimine les Anglais des Harlequins et s'incline en quart de finale (31-19) contre le Stade rochelais.

## Effectif
| Nom                      | Poste                    | Naissance         | Nationalité sportive | Sélections | Dernier club          | Arrivée au club (année) |
| ------------------------ | ------------------------ | ----------------- | -------------------- | ---------- | --------------------- | ----------------------- |
| Vincent Giudicelli       | Talonneur                | 25 juin 1997      | France               | -          | Lyon OU               | 2017                    |
| Guilhem Guirado          | Talonneur                | 17 juin 1986      | France               |            | RC Toulon             | 2019                    |
| Jérémie Maurouard        | Talonneur                | 23 septembre 1992 | France               | -          | Lyon OU               | 2021                    |
| Brandon Paenga-Amosa     | Talonneur                | 25 décembre 1995  | Australie            |            | Queensland Reds       | 2021                    |
| Grégory Fichten          | Pilier                   | 13 août 1990      | France               | -          | RC Narbonne           | 2016                    |
| Enzo Forletta            | Pilier                   | 15 juin 1994      | France               |            | USAP                  | 2020                    |
| Malik Hamadache          | Pilier                   | 17 octobre 1988   | Algérie              |            | Pau                   | 2021                    |
| Mikheil Nariashvili      | Pilier                   | 25 mai 1990       | Géorgie              |            | RC Aia                | 2010                    |
| Yannick Arroyo           | Pilier                   | 18 décembre 1998  | France               | -          | AS Béziers            | 2020                    |
| Mohamed Haouas           | Pilier                   | 9 mars 1994       | France               |            | Formé au club         | 2017                    |
| Titi Lamositele          | Pilier                   | 11 février 1995   | États-Unis           |            | Saracens              | 2020                    |
| Robert Rodgers           | Pilier                   | 18 juin 2001      | Afrique du Sud       | -          | Bulls                 | 2019                    |
| Henry Thomas             | Pilier                   | 30 octobre 1991   | Angleterre           |            | Bath Rugby            | 2021                    |
| Mickaël Capelli          | 2e ligne                 | 18 mars 1997      | France               | -          | FC Grenoble           | 2020                    |
| Bastien Chalureau        | 2e ligne                 | 13 février 1992   | France               | -          | Stade toulousain      | 2019                    |
| Tyler Duguid             | 2e ligne                 | 17 octobre 2000   | Canada               | -          | RC Narbonne           | 2020                    |
| Nico Janse van Rensburg  | 2e ligne                 | 6 mai 1994        | Afrique du Sud       |            | Bulls                 | 2016                    |
| Florian Verhaeghe        | 2e ligne                 | 27 avril 1997     | France               |            | Stade toulousain      | 2020                    |
| Paul Willemse            | 2e ligne                 | 13 novembre 1992  | France               |            | FC Grenoble           | 2015                    |
| Alexandre Bécognée       | 3e ligne                 | 3 septembre 1996  | France               |            | Stade montois         | 2020                    |
| Yacouba Camara           | 3e ligne                 | 2 juin 1994       | France               |            | Stade toulousain      | 2017                    |
| Masivesi Dakuwaqa        | 3e ligne, ailier         | 14 février 1994   | Fidji                | -          | RC Toulon             | 2021                    |
| Martin Devergie          | 3e ligne                 | 26 juin 1995      | France               | France U20 | US Colomiers          | 2017                    |
| Kélian Galletier         | 3e ligne                 | 18 mars 1992      | France               |            | Formé au club         | 2011                    |
| Samuel Maximin           | 3e ligne                 | 30 avril 2001     | France               | -          | C' Chartres Rugby     | 2017                    |
| Zach Mercer              | 3e ligne                 | 28 juin 1997      | Angleterre           |            | Bath Rugby            | 2021                    |
| Fulgence Ouedraogo       | 3e ligne                 | 21 juillet 1986   | France               |            | Formé au club         | 2004                    |
| Marco Tauleigne          | 3e ligne                 | 30 août 1993      | France               |            | Union Bordeaux Bègles | 2021                    |
| Gela Aprasidze           | Demi de mêlée            | 14 janvier 1998   | Géorgie              |            | Lelo Saracens         | 2017                    |
| Benoît Paillaugue        | Demi de mêlée            | 17 novembre 1987  | France               | -          | FC Auch               | 2009                    |
| Cobus Reinach            | Demi de mêlée            | 7 février 1990    | Afrique du Sud       |            | Northampton Saints    | 2020                    |
| Martin Doan              | Demi de mêlée            | 8 octobre 1998    | France               | -          | SC Albi               | 2021                    |
| Aubin Eymeri             | Demi de mêlée            | 21 mai 2002       | France               | -          | FC Grenoble           | 2021                    |
| Thomas Darmon            | Demi d'ouverture, Centre | 12 mai 1998       | France               | -          | Formé au club         | 2017                    |
| Louis Foursans-Bourdette | Demi d'ouverture         | 29 janvier 2002   | France               | -          | RC Nîmes              | 2020                    |
| Paolo Garbisi            | Demi d'ouverture         | 26 avril 2000     | Italie               |            | Trévise               | 2021                    |
| Handré Pollard           | Demi d'ouverture         | 11 mars 1994      | Afrique du Sud       |            | Bulls                 | 2019                    |
| Jules Bertry             | Centre                   | 14 août 2000      | France               | -          | Formé au club         | 2015                    |
| Geoffrey Doumayrou       | Centre                   | 16 septembre 1989 | France               |            | Stade rochelais       | 2021                    |
| Pierre Lucas             | Centre                   | 29 avril 1997     | France               | -          | USA Perpignan         | 2021                    |
| Yvan Reilhac             | Centre                   | 9 juin 1995       | France               | -          | Formé au club         | 2015                    |
| Jan Serfontein           | Centre                   | 15 avril 1993     | Afrique du Sud       |            | Bulls                 | 2017                    |
| Arthur Vincent           | Centre                   | 30 septembre 1999 | France               |            | Formé au club         | 2013                    |
| Gabriel N'Gandebe        | Ailier                   | 30 mars 1997      | France               | -          | RC Massy Essonne      | 2017                    |
| Vincent Rattez           | Ailier, Centre, arrière  | 24 mars 1992      | France               |            | Stade rochelais       | 2020                    |
| Josua Vici               | Ailier                   | 20 février 1994   | Fidji                | -          | Colomiers rugby       | 2021                    |
| Anthony Bouthier         | Arrière                  | 19 juin 1992      | France               |            | RC Vannes             | 2019                    |
| Julien Tisseron          | Arrière, ailier          | 12 août 1995      | France               | -          | Aviron bayonnais      | 2020                    |

## Calendrier et résultats

### Top 14
| - RC Toulon - Montpellier HR : 24-24 - Montpellier HR - CA Brive : 39-17 - Montpellier HR - Stade toulousain : 15-17 - Section paloise - Montpellier HR : 23-22 - Montpellier HR - Stade rochelais : 21-11 - Union Bordeaux Bègles - Montpellier HR : 27-23 - Montpellier HR - ASM Clermont : 20-22 - Racing 92 - Montpellier HR : 21-32 - Montpellier HR - Lyon OU : 30-8 - Stade français - Montpellier HR : 27-31 - Montpellier HR - Castres olympique : 25-24 - Montpellier HR - USA Perpignan : 30-6 - Biarritz olympique - Montpellier HR : 12-27 | - Montpellier HR - RC Toulon : 18-16 - CA Brive - Montpellier HR : 16-16 - Stade toulousain - Montpellier HR : 35-10 - Montpellier HR - Section paloise : 29-12 - Stade rochelais - Montpellier HR : 23-29 - Montpellier HR - Union Bordeaux Bègles : 22-23 - ASM Clermont - Montpellier HR : 20-15 - Montpellier HR - Racing 92 : 22-13 - Lyon OU - Montpellier HR : 43-20 - Montpellier HR - Stade français : 30-3 - Castres olympique - Montpellier HR : 25-9 - USA Perpignan - Montpellier HR : 13-23 - Montpellier HR - Biarritz olympique : 37-22 |

#### Classement phase régulière Top 14
| Rang | Club                  | J  | V  | N | D  | Bo | Bd | Pm  | Pe  | Diff | Pts |
| ---- | --------------------- | -- | -- | - | -- | -- | -- | --- | --- | ---- | --- |
| 1    | Castres olympique     | 26 | 17 | 1 | 8  | 5  | 1  | 565 | 529 | +36  | 76  |
| 2    | Montpellier HR        | 26 | 15 | 2 | 9  | 4  | 6  | 619 | 503 | +116 | 74  |
| 3    | Union Bordeaux Bègles | 26 | 15 | 1 | 10 | 5  | 5  | 610 | 484 | +126 | 72  |
| 4    | Stade toulousain      | 26 | 15 | 0 | 11 | 6  | 5  | 638 | 432 | +206 | 71  |
| 5    | Stade rochelais       | 26 | 15 | 0 | 11 | 6  | 5  | 640 | 466 | +174 | 71  |
| 6    | Racing 92             | 26 | 16 | 0 | 10 | 4  | 2  | 661 | 568 | +93  | 70  |
| 7    | ASM Clermont          | 26 | 14 | 0 | 12 | 6  | 4  | 649 | 557 | +92  | 66  |
| 8    | RC Toulon             | 26 | 13 | 2 | 11 | 4  | 5  | 572 | 504 | +68  | 65  |
| 9    | Lyon OU               | 26 | 13 | 0 | 13 | 6  | 6  | 637 | 558 | +79  | 64  |
| 10   | Section paloise       | 26 | 11 | 1 | 14 | 1  | 3  | 568 | 664 | -96  | 50  |
| 11   | Stade français Paris  | 26 | 11 | 0 | 15 | 2  | 4  | 544 | 651 | -107 | 50  |
| 12   | CA Brive              | 26 | 9  | 1 | 16 | 4  | 4  | 453 | 631 | -178 | 46  |
| 13   | USA Perpignan P       | 26 | 9  | 0 | 17 | 2  | 5  | 491 | 664 | -173 | 43  |
| 14   | Biarritz olympique P  | 26 | 5  | 0 | 21 | 1  | 3  | 449 | 885 | -436 | 24  |

#### Demi-finale et finale
- Demi finale :  Montpellier HR -  Union Bordeaux Bègles :  19-10

- Finale :  Castres olympique -  Montpellier HR :  10-29

L'équipe de Philippe Saint-André se qualifie en demi-finale du Top 14, à l'Allianz Riviera de Nice, affrontant l'Union Bordeaux Bègles, vainqueur du barrage contre les Franciliens du Racing 92.
Montpellier élimine Bordeaux Bègles (19-10), se qualifie pour la troisième fois de son histoire en finale du Top 14 et affronte le Castres olympique comme en 2018. Le MHR devient alors champion de France pour la toute première fois de son histoire avec une victoire 29-10 après avoir mené 17-0 dès le premier 1/4 d'heure.
Les joueurs ayant participé à la finale 2022 : 
 

1. Titi Lamositele puis Robert Rodgers  2. Guilhem Guirado puis Brandon Paenga-Amosa 3. Mohamed Haouas puis  Henry Thomas 

4. Florian Verhaeghe puis Nico Janse van Rensburg 5. Bastien Chalureau puis Mickaël Capelli 

6. Alexandre Bécognée 8. Zach Mercer 7. Yacouba Camara  

9. Benoît Paillaugue puis Gela Aprasidze 10. Paolo Garbisi puis Handré Pollard 

11. Vincent Rattez 12. Jan Serfontein puis Gabriel N'Gandebe 13. Geoffrey Doumayrou 14. Arthur Vincent

15. Anthony Bouthier 

### Coupe d'Europe
Dans la coupe d'Europe, le Montpellier HR fait partie de la poule A et est opposée aux Anglais du Exeter Chiefs et aux Irlandais du Leinster Rugby .
| - Exeter Chiefs - Montpellier HR : 42-6 - Montpellier HR - Leinster Rugby : 28-0 (tapis vert) | - Leinster Rugby - Montpellier HR : 89-7 - Montpellier HR - Exeter Chiefs : 37-26 |

| Rang | Club               | J | V | N | D | Bo | Bd | Pm  | Pe  | Diff | Pts |
| ---- | ------------------ | - | - | - | - | -- | -- | --- | --- | ---- | --- |
| 1    | Racing 92          | 4 | 4 | 0 | 0 | 3  | 0  | 126 | 24  | +102 | 19  |
| 2    | Ulster             | 4 | 4 | 0 | 0 | 3  | 0  | 114 | 96  | +18  | 19  |
| 3    | Stade rochelais    | 4 | 3 | 1 | 0 | 2  | 0  | 97  | 64  | +33  | 16  |
| 4    | Leinster           | 4 | 3 | 0 | 1 | 3  | 0  | 198 | 62  | +136 | 15  |
| 5    | Sale Sharks        | 4 | 2 | 1 | 1 | 1  | 1  | 89  | 48  | +41  | 12  |
| 6    | Exeter Chiefs      | 4 | 2 | 0 | 2 | 3  | 0  | 126 | 82  | +44  | 11  |
| 7    | Montpellier HR     | 4 | 2 | 0 | 2 | 2  | 0  | 78  | 157 | -79  | 10  |
| 8    | ASM Clermont       | 4 | 1 | 1 | 2 | 0  | 2  | 79  | 82  | -3   | 8   |
| 9    | Glasgow Warriors   | 4 | 1 | 0 | 3 | 0  | 1  | 82  | 117 | -35  | 5   |
| 10   | Northampton Saints | 4 | 0 | 0 | 4 | 0  | 2  | 56  | 152 | -96  | 2   |
| 11   | Bath Rugby         | 4 | 0 | 1 | 3 | 0  | 0  | 48  | 148 | -100 | 2   |
| 12   | Ospreys            | 4 | 0 | 0 | 4 | 0  | 0  | 33  | 123 | -90  | 0   |

Avec 2 victoires et 2 défaites, le Montpellier HR termine 7e de la poule 1 et est qualifié pour les huitièmes de finale.
Phases finales
- Huitième de finale aller :  Montpellier HR -  Harlequins :  40-26
- Huitième de finale retour :  Harlequins -  Montpellier HR :  30-22

- Quart de finale :  Stade rochelais -  Montpellier HR :  31-19

## Statistiques

### Championnat de France
Meilleurs réalisateurs
| Rang | Joueur            | Poste            | Points | Essais | Transf. | Pén. | Drops |
| ---- | ----------------- | ---------------- | ------ | ------ | ------- | ---- | ----- |
| 1    | Léo Berdeu        | Demi d'ouverture | 108    | 3      | 12      | 23   | 0     |
| 2    | Matthieu Jalibert | Demi d'ouverture | 95     | 3      | 16      | 16   | 0     |
| 3    | Thomas Ramos      | Arrière          | 92     | 2      | 17      | 16   | 0     |

Meilleurs marqueurs
| Rang | Joueur              | Poste         | Essais |
| ---- | ------------------- | ------------- | ------ |
| 1    | Baptiste Couilloud  | Demi de mêlée | 6      |
| 2    | Jules Favre         | Centre        | 5      |
| 3    | Alivereti Raka      | Ailier        | 5      |
| 4    | Wilfried Houknpatin | Pilier        | 4      |
| 5    | Ben Lam             | Ailier        | 4      |

### Coupe d'Europe
Meilleurs réalisateurs
| Rang | Joueur | Poste | Points | Essais | Transf. | Pén. | Drops |
| ---- | ------ | ----- | ------ | ------ | ------- | ---- | ----- |
| 1    | -      | -     | -      | -      | -       | -    | -     |
| 2    | -      | -     | -      | -      | -       | -    | -     |
| 3    | -      | -     | -      | -      | -       | -    | -     |

Meilleurs marqueurs
| Rang | Joueur | Poste | Essais |
| ---- | ------ | ----- | ------ |
| 1    | -      | -     | -      |
| 2    | -      | -     | -      |
| 3    | -      | -     | -      |
| 4    | -      | -     | -      |
| 5    | -      | -     | -      |